# Иља Цимбалар
Иља Владимирович Цимбалар (рус. Илья́ Влади́мирович Цымбала́рь; 17. јун 1969, Одеса — 28. децембар 2013, Одеса) био је украјински и руски фудбалер.

## Каријера
Цимбалар је играо за млађе категорије Черномореца из Одесе. Касније је са овим тимом 1992. године освојио Куп Украјине, које је тада први пут одржано. Почетком сезоне 1993/94. прешао је у Русију у московски Спартак. Са Спартаком је шест пута освајао руско првенство, а два пута Куп Русије. Године 1995. у Русији је изабран за фудбалера године. Од 2000. године играо је једну сезону за Локомотиву Москву и са овим тимом освојио Куп Русије. Фудбалску каријеру окончао је 2002. године у клубу Анжи Махачкала.
Иако је Цимбалар 1992. године одиграо три утакмице за репрезентацију Украјине, ипак је остао упамћен по томе што је заблежио 28 наступа за фудбалску репрезентацију Русије између 1994. и 1999. Са руском репрезентацијом учествовао је на завршном турниру Светског првенства 1994. у Сједињеним Државама и на Европском првенству 1996. године у Енглеској.
Између 2004. и 2006, био је помоћни тренер Химкија, а касније је водио Нижњи Новгород и Шињик Јарослављ као главни тренер.
Преминуо је 28. децембра 2013, у 44. години, од последица срчаног удара.

### Голови за репрезентацију
| Бр. | Датум              | Место    | Противник     | Гол | Резултат | Такмичење                                 |
| --- | ------------------ | -------- | ------------- | --- | -------- | ----------------------------------------- |
| 1   | 29. мај 1994.      | Москва   | Словачка      | 2:1 | 2:1      | Пријатељска                               |
| 2   | 6. септембар 1995. | Тофтир   | Фарска Острва | 4:2 | 5:2      | Квалификације за Европско првенство 1996. |
| 3   | 11. јун 1996.      | Ливерпул | Италија       | 1:1 | 1:2      | Европско првенство 1996.                  |
| 4   | 31. март 1999.     | Москва   | Андора        | 4:0 | 6:1      | Квалификације за Европско првенство 2000. |

## Успеси

### Клуб
Черноморец
- Куп Федерације СССР: 1990.
- Куп Украјине: 1992.

Спартак
- Премијер лига Русије (6): 1993, 1994, 1996, 1997, 1998, 1999.
- Куп Русије (2): 1994, 1998.

Локомотива
- Куп Русије: 2000.